# Кучер Василь Петрович
Василь Петрович Ку́чер (1928, село Чернігівка, тепер селище Чернігівського району Запорізької області — ?) — український радянський діяч, шахтар, машиніст вугільного комбайну, помічник начальника дільниці шахти № 3-біс тресту «Чистяковантрацит» Сталінської області. Депутат Верховної Ради УРСР 3—4-го скликань.

## Біографія
Народився у родині селянина-середняка. Трудову діяльність розпочав у 1943 році чорноробом шахти № 3-біс тресту «Чистяковантрацит» Сталінської області. У 1944 році закінчив школу фабрично-заводського навчання у місті Чистякове Сталінської області.
З 1944 року — кріпильник, електрослюсар, а з 1949 року — машиніст вугільного комбайну «Донбас», помічник начальника дільниці шахти № 3-біс тресту «Чистяковантрацит» міста Чистякове Сталінської області. Був ініціатором змагання за роботу вугільних комбайнів на підвищених швидкостях і організацію циклічної роботи в кожній комбайновій лаві.

## Нагороди
- ордени
- медалі
- Сталінська премія 3-го ступеня (1951) — за розробку і впровадження передових прийомів і методів роботи на вугільному комбайні і досягнення високих виробничих показників.
- знак «Відмінник соціалістичного змагання»